# Сорокска крепост
Соро́кската кре́пост е средновековна молдавска крепост от XV век, намираща се в град Сороки.

## Разположение
Крепостта е разположена на десния бряг на река Днестър, в центъра на град Сороки, на около 160 km северно от Кишинев.

## История
През 1499 г. княз Стефан Велики с цел да противостои на турските набези, на татарите и други врагове построява дървена квадратна крепост на мястото на генуезкия форт Олхония. Крепостта се превръща в част от отбранителната система Молдавското княжество. В периода 1543 – 1546 г. при управлението на княз Петър IV Рареш, крепостта е преустроена напълно. Дървената крепост била преустроена в каменна. През 1711 г. във времето на Прутския поход на Петър Велики, Сорокската крепост дава защита на гражданите и гарнизона устоява на турската атака до пристигането на руските войски. През различни периоди от време тук са пребивавали и Богдан Хмелницки, Тимуш Хмелницки и Александър Суворов.

## Архитектура
В основата при проектирането на крепостта е поставен висшия закон на хармонията – златно сечение. Сорокската крепост има кръгла форма с диаметър 37,5 метра. Изградени са 5 кули – 4 кръгли и 1 входна с квадратна форма. Кулите са на три нива и имат специални отвори за отбрана. Крепостта е висока 20 – 25 метра, а дебелината на стените е 3,5 метра.

## Историческа ценност
Ценното при крепостта е, че тя се е съхранила напълно до наши дни такава, каквато е построена през Средновековието. До днес се е съхранила и малка църква над централния вход на крепостта.

## Интересни факти
Сорокската крепост е изобразена на задната страна на банкнотата от 20 молдовски леи, а така също и на задната страна на Молдовските документи за самоличност.